# Глокнерванд
Ґлокнерванд (нім. вимова: [ˈɡlɔknɐˌvant] ( прослухати)) — гора в групі Ґлокнера у Центральних австрійських Альпах у центральному регіоні Високого Тауерна. Згідно з літературними даними, його висота становить 3721 метр, але Федеральне відомство метрології та геодезії Австрії надає її висоту 3722 метри. Від найвищої вершини Австрії, сусідньої Ґроссглокнера, її відділяє хребет, відомий як Унтере Ґлокнершарте (3596) м). Гора лежить на кордоні між Східним Тіролем і Каринтією.
Ґлокнерванд — це масивна гора у формі віяла, яка має дуже круті, понад 400-метрів-high (1 300 фут) скелі на південному заході та північному сході. Район вершини вкритий густими заметами, що робить її підйом небезпечним і непередбачуваним. Тому вежі Ґлокнерванд вважаються найскладнішими для підйому вершинами у всій групі Ґлокнера.